# Estaing (Aveyron)
Estaing è un comune francese di 610 abitanti situato nel dipartimento dell'Aveyron nella regione dell'Occitania.

## Società

### Evoluzione demografica
Abitanti censiti